# KJ-500 (航空機)
KJ-500（空警-500）
KJ-500
- 用途：早期警戒管制機 (AEW&C)
- 製造者：陝西飛機工業公司[1]
- 運用者： 中国（中国人民解放軍空軍）
- 初飛行：2010年11月5日[1]
- 生産数：34+機[2]
- 原型機：Y-9[1]

KJ-500（空警-500、ピンイン：Kōngjǐng Wǔbǎi）は、中国人民解放軍空軍が使用する第3世代の早期警戒管制機（AEW&C）である。陝西飛機工業公司 が製造したもので、Y-9の機体をベースにしている。Y-9WあるいはGX-10とも称される。

## 開発
21世紀に入り、航空機搭載レーダーの探知範囲や精度が向上し、各種空対空ミサイルや低高度巡航ミサイルを搭載した 戦闘機の性能が向上し続けていることから、より高性能な AEW&C が求められている。このような課題に対応するため、中国は2000年代後半から 3番目のAEW&Cである KJ-500の開発に着手した。初飛行は2010年11月5日。 
KJ-500には、良好な探知能力、良好な識別能力、迅速な応答性の3つの重要な特徴が求められていた。KJ-500はまた、情報化された戦闘システムの中核部隊としても必要とされ、その装備技術として、ネットワーク、多機能性、高度な統合、軽量性の4つの主要な特徴を持っている。
本機は、胴体上に円盤状のレーダードームを搭載しており、内部には三角形型に配置した3つのアクティブ・フェイズドアレイ（AESA）型アンテナを収納している。旧型のKJ-200に採用されていた2つの平面的な「バランスビーム」型捜索レーダーよりも効率が良いとされ、KJ-200の生産はKJ-500が完全な作戦能力に達したことを受けて2018年に終了した。 

## 派生型
KJ-500
空軍が運用する基本型。
KJ-500H
海軍（中国人民解放軍海軍航空兵）が運用する基本型。
KJ-500A
空中給油用のプローブを搭載した改良型。2018年9月に衛星画像からその存在が確認され、2020年9月に空軍に就役したことが確認されている。

## 運用国
中華人民共和国
- 中国人民解放軍空軍  - KJ-500 20機
- 中国人民解放軍海軍航空兵 - KJ-500H 14+機[7]

## 仕様
KJ-500の限定的な性能パラメータは、以下の通り公開されている。 
- 最高速度：550km/h
- 航続距離：5700km
- 対空時間：12h
- 最大離陸重量：77トン
- 戦闘機サイズの目標の探知距離：470km[9]